# Shiba Kōkan
En aquest nom japonès, el cognom és Shiba.

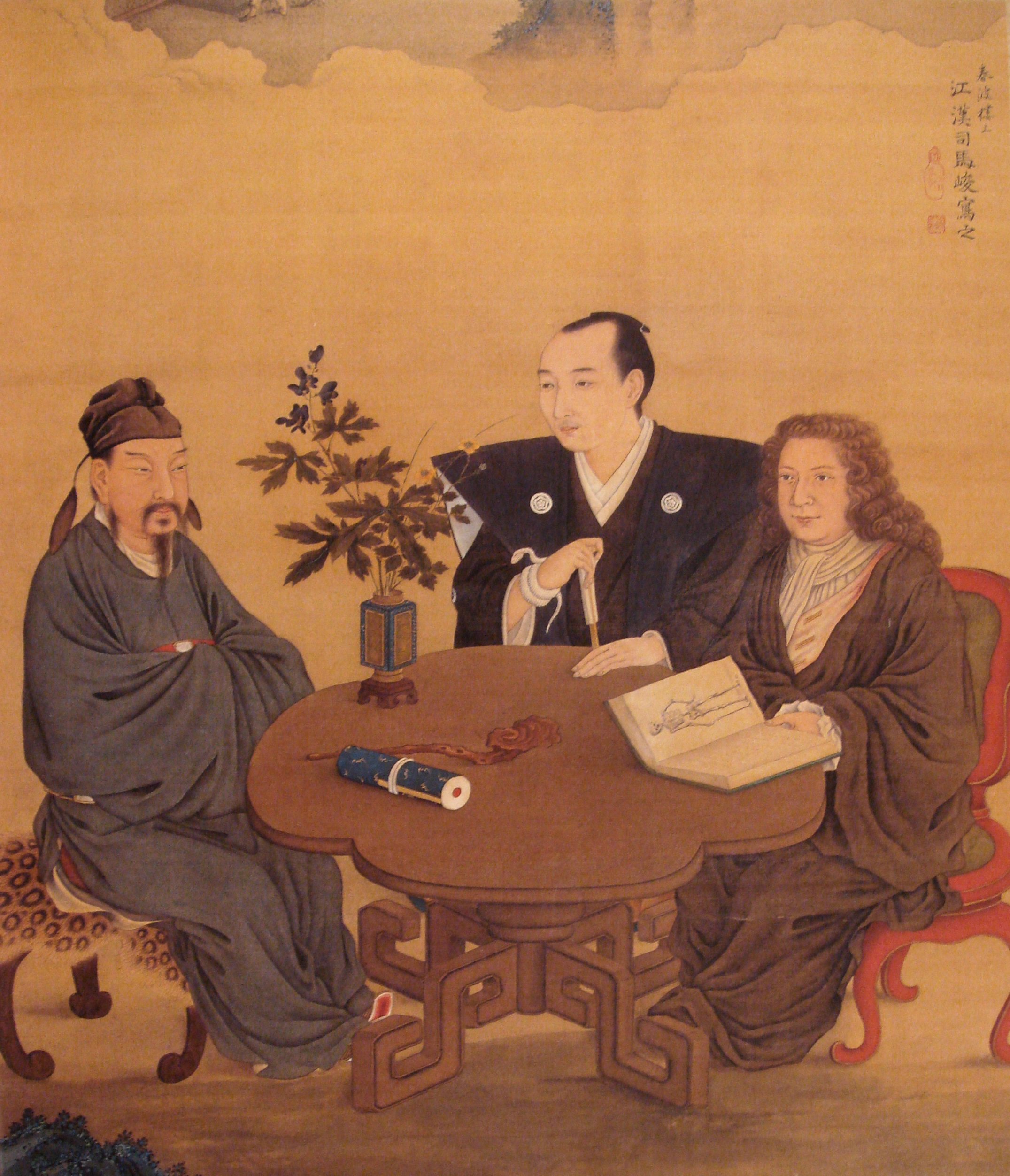
Una reunió del Japó, la Xina i Occident, de Shiba Kokan

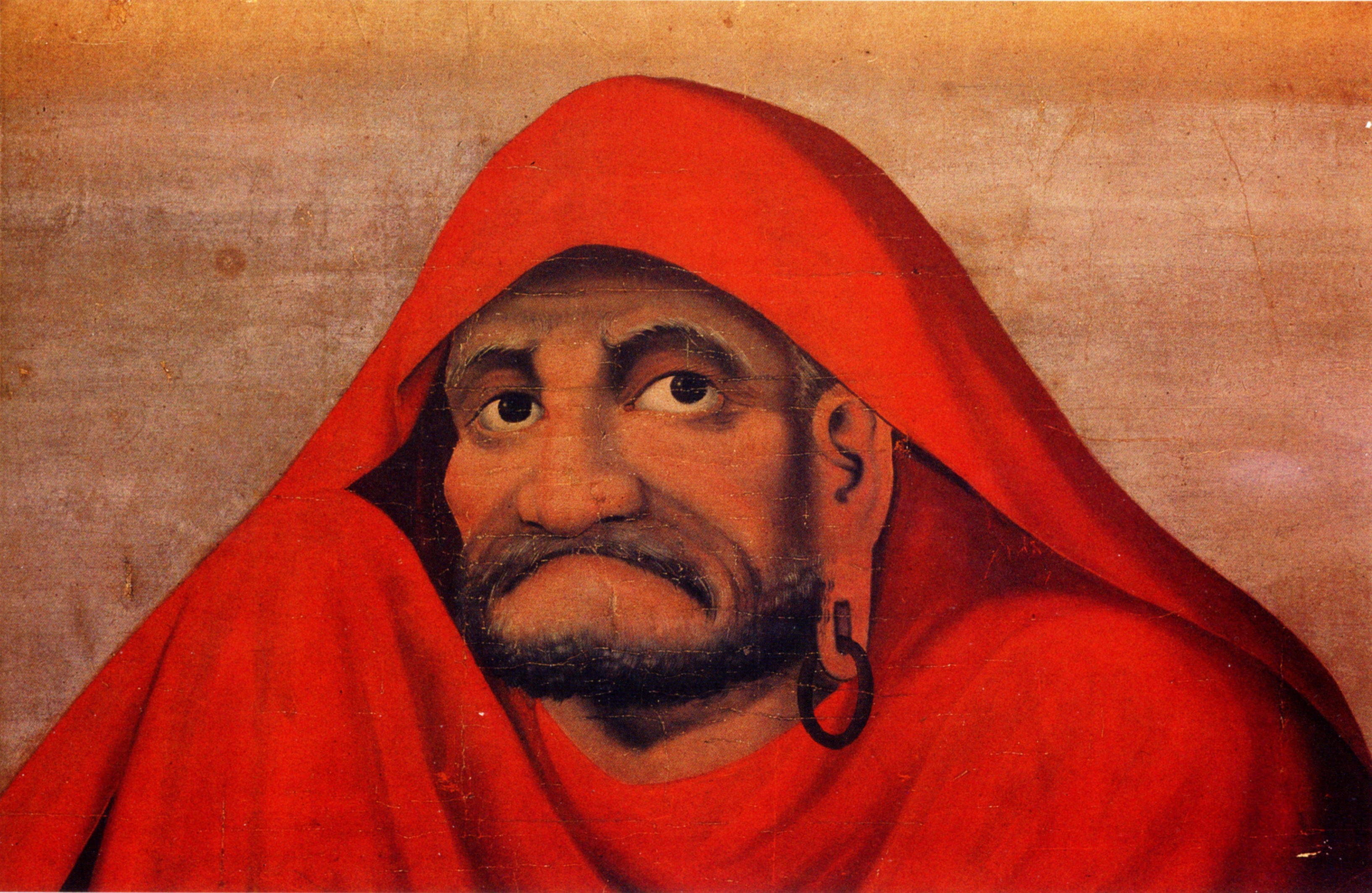
Kakemono de l'arhat budista indi Lohan, de Shiba Kokan

Shiba Kōkan (japonès: 司馬江漢) (1747–1818), també anomenat Suzuki Harushige (鈴木春重), va ser un pintor i gravador japonès del període Edo, famós tant per les seves pintures yoga d'estil occidental, que imitaven l'estil, els mètodes i els temes de les pintures a l'oli holandeses, i que signava Kōkan, com pels seus gravats ukiyo-e, principalment falsificacions dels treballs de Suzuki Harunobu, que creava sota el nom de Harushige. Kōkan no pretenia amagar o dissimular les seves falsificacions, i de fet es diu que fanfarronejava de la seva habilitat a falsificar tan bé el gran mestre.
Alumne de Suzuki Harunobu, de Sō Shiseki i de Hiraga Gennai, Kōkan dominava una varietat d'estils ben diferents, i també era un gran innovador, explorant nous mètodes i estils per si mateix. El 1783, va ser el primer artista japonès a fer servir el gravat calcogràfic amb èxit. Després de la mort de Harunobu el 1770, Kōkan va posar la signatura de Harunobu a uns quants dels seus gravats, que suposadament s'acceptaven com a autèntiques obres de Harunobu en el seu moment. Actualment, els historiadors de l'art han observat l'estil cal·ligràfic distintiu de la signatura de Harunobu falsa, l'ús de la perspectiva occidental i les figures un xic menys delicades dels treballs de Kōkan.
Kōkan vivia a Nagasaki, i va ser estudiant de rangaku (estudis holandesos), a més de la seva activitat com a artista. Interessat per l'astronomia en particular, va escriure i il·lustrar un llibre sobre les teories de Copèrnic, titulat Kopperu temmon zukai (コッペル天文図解, Explicació de l'astronomia de Copèrnic il·lustrada).

## Noms
Com molts altres artistes del període Edo, Kōkan va fer servir una gran varietat de noms en diferents moments de la seva carrera, tot i que els que apareixen més sovint són Shiba Kōkan (司馬江漢), Suzuki Harushige (鈴木春重) i lleugeres variacions d'aquests dos. Les variacions inclouen Shiba Shun (司馬峻) i Suzuki Shun (perquè shun és una altra forma de llegir el mateix caràcter kanji que es llegeix haru en el nom de Harunobu o Harushige). Es creu que el seu nom de naixement podria ser Andō Kichirō (安藤吉次郎) o Andō Kichijirō (安藤吉次郎) o Andō Katsusaburō (安藤勝三郎). També va usar els pseudònims Fugen-dōjin, Kungaku, Rantei i com a escriptor Shumparō (春波楼).